# Стадион Евжен Рошицки
Стадион Евжен Рошицки (чеш. Stadion Evžena Rošického) је вишенаменски стадион у Страхову у Прагу у Чешкој. Био је домаћин Европског атлетског првенства 1978. и дуги низ година ово је било место одржавања главне годишње међународне атлетске утакмице у Прагу (Меморијал Евжена Рошицког и касније Меморијал Јосефа Одложила) све док стадион Јулиска није преузео улогу 2002. Од тада се стадион користи само за мања домаћа атлетска такмичења и то углавном за фудбалске утакмице. Служио је као домаћи терен за СК Славију Праг од августа 2000. до маја 2008. када је отворен њихов нови стадион, Синот Тип Арена. Такође га повремено користе и други чешки тимови, и уобичајено је место за финале Купа Чешке.
Стадион прима 19.032 гледалаца. Стадион Евжена Рошицкехо се налази у близини знатно већег стадиона Страховски, другог по величини на свету.
Стадион је добио име по чешком спортисти и антинацисти Евжену Рошицком, којег су нацисти погубили 1942. године.
Од 2022. године стадион Евжена Рошицки је затворен због неадекватног техничког стања.

## Коришћење стадиона
Спарта из Прага је играла овде на крају сезоне 2000/01 због инсталирања подземног грејања на њиховом стадиону. Викторија Жижков је овде играла европске утакмице у Купу УЕФА 2001–02 и Купу УЕФА 2002–03. Спарта Крч је овде играла своје домаће утакмице у Чешкој 2. лиги 2007–08. Резервисти Спарте играли су овде две сезоне, у Чешкој 2. лиги 2008–09 и 2. Чешкој лиги 2009–10.
У сезони 2009–10, Бохемианс Праг је користио стадион Евжена Рошицког као свој домаћи стадион. Поред тога, СК Кладно и Бохемианс 1905  су играли по једну утакмицу код куће у марту 2010. због проблема са загревањем земље на сопственим стадионима, после зимске паузе.
Октобра 2011. Дукла из Прага је одиграла меч овде док се радило на њиховом грејању испод земље и инсталацији седишта у Првој чешкој лиги 2011–12. Тиме је Дукла постала девета екипа која је одиграла домаћи меч код Страхова у последњих десет година. 
У децембру 2022. године стадион је затворен због озбиљних недостатака његове челичне конструкције. Према речима портпарола Фудбалског савеза Чешке Републике (ФАЧР), стадион више није био безбедан за коришћење и његова поправка би била велика инвестиција коју ФАЧР у то време није могао да обезбеди.

## Међународне утакмице
Стадион Евжен Рошицки је био домаћин две пријатељске утакмице фудбалске репрезентације Чешке
| Чешка                 | 2–0      | Република Ирска |
| --------------------- | -------- | --------------- |
| Фридек 61’ · Кука 69’ | Извештај |                 |

| Чешка | 0–0         | Грчка |
| ----- | ----------- | ----- |
|       | ČMFS Report |       |